# Matelea carolinensis
Matelea carolinensis là một loài thực vật có hoa trong họ La bố ma. Loài này được (Jacq.) Woodson mô tả khoa học đầu tiên năm 1941.

## Hình ảnh

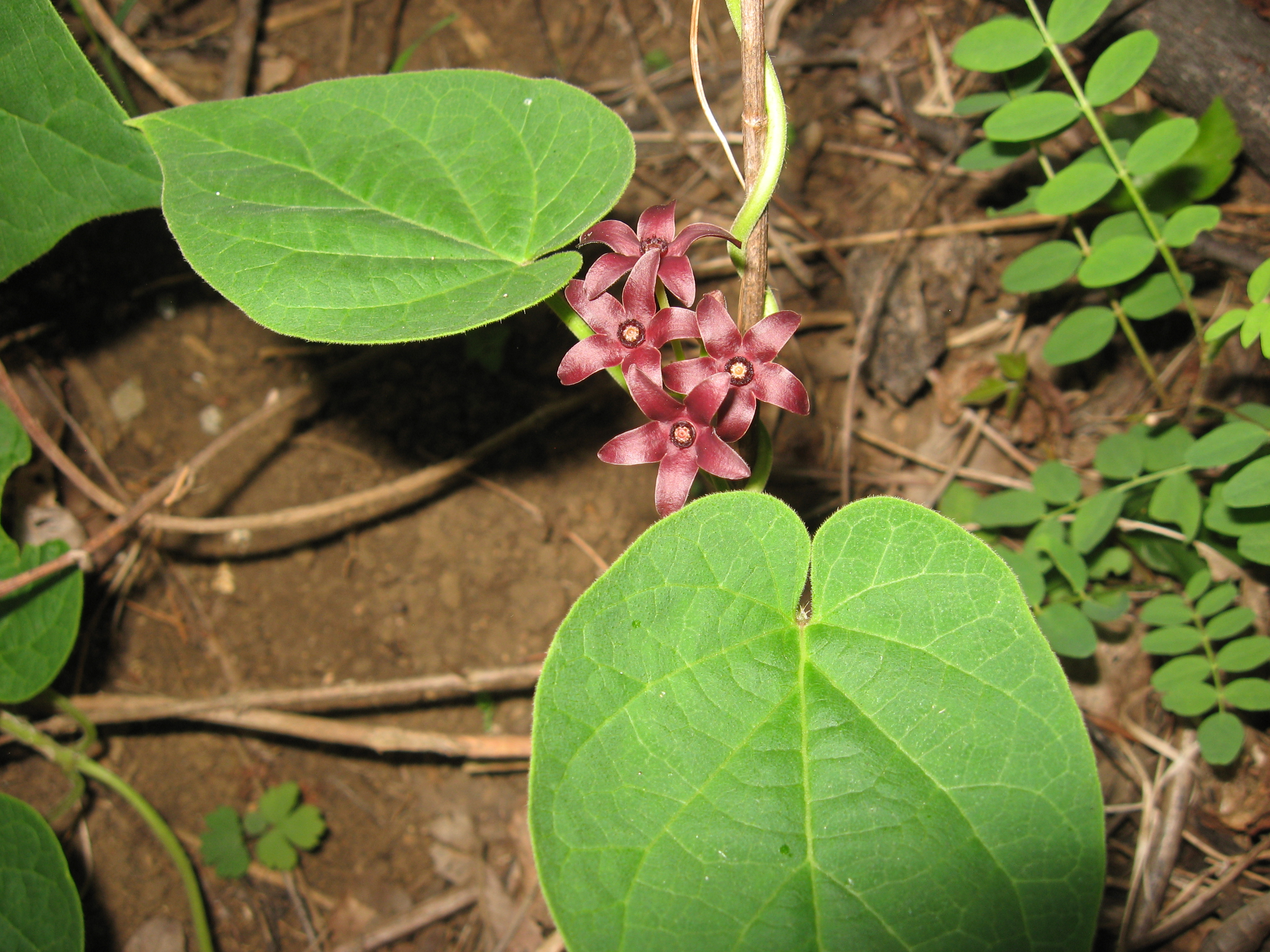